# Захарий Зограф
Заха̀рий Христович Зогра̀ф е български живописец, иконописец и писар от Самоковската художествена школа.

## Биография
Син е на зографа Христо Димитров. Учи рисуване и при своя брат Димитър Зограф, с когото сътрудничи до към 1832 г., след което започва да работи самостоятелно. През 1841 г. се жени в Самоков за Катерина Хаджигюрова. Умира в разцвета на силите си от тиф.
Най-ранната подписана икона на Захарий датира от 1829 г., когато той е бил едва на деветнадесет години. По-късно художникът рисува икони за черквите „Св. Николай“ в село Катуница (1834 – 1835), „Св. Константин и Елена“ (1836) и „Св. Петка“ (1837) в Пловдив, „Св. Богородица“ в Копривщица (1837 и 1838), Мулдавския (1837), Горноводенския (1838), Плаковския (1845), Долнобешовишкия (1845), Преображенския (1851), Соколския и други манастири. Негови са и значителен брой стенописи: в аязмото на асеновградската църква „Св. Богородица Рибна“ (1838), в Белащинския манастир (1839), в църквите на Бачковския манастир „Св. Никола“ (1840) и „Св. Архангели“ (1841), в част от главната църква на Рилския манастир (1844), в църквите на Троянския (1847 – 1848) и Преображенския (1849) манастир. През 1851 – 1852 г. той прекарва седемнадесет месеца на Атон, изписва външния притвор на главната църква в Лаврата на Св. Атанасий (1852) и рисува икони за конака на Зографския манастир в Карея (1853).
Захарий Зограф е основоположник на българската светска живопис. Той е един от малкото иконописци, които внасят битови елементи в църковното изкуство. Стенописите му от 1840, 1848 и 1849 г. включват автопортрети. В Националната галерия се пазят негов собствен портрет (недатиран) и портрет на Неофит Рилски (1838) с маслени бои. Той оставя след себе си и голям брой рисунки на хартия, непревърнати в завършени произведения. Националната галерия, Институтът за изследване на изкуствата при БАН и музеят в Самоков притежават десетки негови скици с туш и акварел, копирки за икони, орнаментални рисунки, прерисовки на антични фигури, етюди (от натура) на хора и пейзажи (напр. „Бачковският водопад“, „Бряст“, „Аязмото при Кукленския манастир“, „Романтичен пейзаж“). В писма до своя някогашен учител (от самоковското училище) Неофит Рилски Захарий изразява желание да следва в Художествената академия в Санкт Петербург (1838) и съобщава, че в Пловдив взимал уроци по живопис от „двамина майсторе француски зографе“ (1841).

## Памет
На Захари Зограф е наречена улица в квартал „Драгалевци“ в София (Карта).

## Галерия
- Колелото на живота, Преображенски манастир, Велико Търново
- Св. Богородица с Младенеца, църква „Св. Архангели“, Бачковски манастир
- Успение Богородично (1838), храм „Св. Богородица“, Копривщица
- Свети Кирил и Методий (1848), Троянски манастир
- Портрет на Неофит Рилски (1838)
- Портрет на Християния Зографска (ок. 1840)

## В популярната култура
Животът на Захарий Зограф е свободно интерпретиран в повестта на Павел Спасов „Греховната любов на зографа Захарий“, по-късно оформена като пиеса, и базираната на нея опера на Марин Големинов „Зографът Захарий“.

## Изследвания
- Захариев, В. Захарий Христович Зограф: художник възрожденец 1810 – 1853. С., 1957.
- Мавродинов, Н. Изкуството на Българското възраждане. С., 1957, 210 – 224.
- Василиев, Асен. Български възрожденски майстори: живописци, резбари, строители.   София, „Наука и изкуство“, 1965. с. 330 – 394.
- Свинтила, В. Икони от Самоковската школа. С., 1979, 46, 62 – 63, 69 – 70, 73, 76 – 79, 81 – 91.
- Рошковска, А. Захари Зограф: Подписваше се „българин“. Стара Загора, 1994.
- Москова, Св. Зографии Захариеви у Филибе: изложба по повод 150 години от смъртта на Захарий Зограф 1853 – 2003. Пловдив, 2002.
- Огойска, М. (ред.) Междуписания: Захарий Хр. Зограф – Неофит П. П. Рилски. С., 2010.
- Митрева, Н., Л. Николов, Захари Христович Зограф. Самоков, 2010.
- Соколова, Д. (ред.) Захари Зограф 1810 – 1853: каталог на изложба. С., 2010.
- Вълкова, М. Маслената техника в творчеството на Захарий Зограф. – Проблеми на изкуството, 43, 2010, бр. 4, 18 – 30.
- Русева, Р. Зографски наръчник на Захари Зограф (НАИМ no. 11): съдържание и приложение. – Проблеми на изкуството, 43, 2010, бр. 4, 9 – 14.